# Масаиньяш (Гуарда)
Масаиньяш (порт. Maçainhas) — район (фрегезия) в Португалии, входит в округ Гуарда. Является составной частью муниципалитета Гуарда. По старому административному делению входил в провинцию Бейра-Алта. Входит в экономико-статистический субрегион Бейра-Интериор-Норте, который входит в Центральный регион. Население составляет 1146 человек на 2001 год. Занимает площадь 13,16 км².